# How Did We Get So Dark?
Albums de Royal Blood
Royal Blood
(2014) Typhoons
(2021)
How Did We Get So Dark? est le second album studio du duo de garage rock/rock psychédélique britannique Royal Blood, sorti le 16 juin 2017. 
L'album fut couronné de succès dès sa sortie, et se remarque notamment par ses influences telles que Queens of the Stone Age.
L'album est sorti dans une édition limitée (Super Deluxe) comprenant le disque sur supports  vinyles et CD plus un single vinyle sur lequel figurent deux titres inédits. 

## Liste des titres
Toutes les paroles sont écrites par Mike Kerr sauf mention, toute la musique est composée par Royal Blood (Mike Kerr et Ben Thatcher) sauf mention.
| 1.    | How Did We Get So Dark?    |                            |                                | 3:17 |
| 2.    | Lights Out                 | - Mike Kerr - John Barrett | - Royal Blood - John Barrett   | 3:57 |
| 3.    | I Only Lie When I love You |                            |                                | 2:49 |
| 4.    | She's Creeping             |                            |                                | 3:23 |
| 5.    | Look Like You Know         |                            |                                | 3:05 |
| 6.    | Where Are You Now?         |                            |                                | 2:46 |
| 7.    | Don't Tell                 | - Kerr - Barrett           | - Royal Blood - Barrett        | 3:38 |
| 8.    | Hook, Line & Sinker        |                            |                                | 3:28 |
| 9.    | Hole in Your Heart         |                            |                                | 3:46 |
| 10.   | Sleep                      |                            | - Royal Blood - Patrick Berger | 4:16 |
| 34:25 |                            |                            |                                |      |

| Titres du single bonus de l'édition vinyle Super Deluxe | Titres du single bonus de l'édition vinyle Super Deluxe | Titres du single bonus de l'édition vinyle Super Deluxe | Titres du single bonus de l'édition vinyle Super Deluxe | Titres du single bonus de l'édition vinyle Super Deluxe | Titres du single bonus de l'édition vinyle Super Deluxe | Titres du single bonus de l'édition vinyle Super Deluxe | Titres du single bonus de l'édition vinyle Super Deluxe | Titres du single bonus de l'édition vinyle Super Deluxe | Titres du single bonus de l'édition vinyle Super Deluxe |
| No                                                      | Titre                                                   | Durée                                                   |                                                         |                                                         |                                                         |                                                         |                                                         |                                                         |                                                         |
| ------------------------------------------------------- | ------------------------------------------------------- | ------------------------------------------------------- | ------------------------------------------------------- | ------------------------------------------------------- | ------------------------------------------------------- | ------------------------------------------------------- | ------------------------------------------------------- | ------------------------------------------------------- | ------------------------------------------------------- |
| 11.                                                     | Cheap Affection                                         | 2:55                                                    |                                                         |                                                         |                                                         |                                                         |                                                         |                                                         |                                                         |
| 12.                                                     | Half the Chance                                         | 3:18                                                    |                                                         |                                                         |                                                         |                                                         |                                                         |                                                         |                                                         |
| 40:38                                                   |                                                         |                                                         |                                                         |                                                         |                                                         |                                                         |                                                         |                                                         |                                                         |

## Musiciens
- Mike Kerr : basse, claviers, chant
- Ben Thatcher : batterie, percussions, piano Steinway

## Classements hebdomadaires
| Classement (2017)                     | Meilleure place |
| ------------------------------------- | --------------- |
| Allemagne (Media Control AG)          | 17              |
| Australie (ARIA)                      | 4               |
| Autriche (Ö3 Austria Top 40)          | 13              |
| Belgique (Flandre Ultratop)           | 2               |
| Belgique (Wallonie Ultratop)          | 2               |
| Canada (Canadian Albums Chart)        | 8               |
| Écosse (OCC)                          | 1               |
| Espagne (Promusicae)                  | 25              |
| États-Unis (Billboard 200)            | 25              |
| Finlande (Suomen virallinen lista)    | 28              |
| France (SNEP)                         | 37              |
| Irlande (IRMA)                        | 4               |
| Italie (FIMI)                         | 29              |
| Nouvelle-Zélande (RIANZ)              | 6               |
| Pays-Bas (Mega Album Top 100)         | 8               |
| Portugal (AFP)                        | 8               |
| Royaume-Uni (UK Albums Chart)         | 1               |
| Royaume-Uni (UK Rock and Metal Chart) | 1               |
| Suisse (Schweizer Hitparade)          | 4               |

## Certifications
| Pays              | Certifications |
| ----------------- | -------------- |
| Royaume-Uni (BPI) | Or             |